# Nelson Soto
Nelson Andrés Soto Martínez (Barranquilla, 19 giugno 1994) è un ciclista su strada colombiano che corre per il team Petrolike. Ha vinto due volte i Campionati panamericani in linea, nel 2017 e 2021.

## Palmarès

### Strada
- 2016 (Coldeportes-Claro, una vittoria)

4ª tappa Vuelta a Colombia Sub-23 (Santander de Quilichao > Pradera)
- 2017 (Coldeportes-Claro, quattro vittorie)

Campionati panamericani, Prova in linea
3ª tappa Vuelta a Colombia (Puerto Boyacá > Barrancabermeja)
10ª tappa Vuelta a Colombia (Cartago > Yumbo)
11ª tappa Vuelta a Colombia (Palmira > Dosquebradas)
- 2018 (Caja Rural, due vittorie)

2ª tappa Vuelta a la Comunidad de Madrid (Alcobendas > San Sebastián de los Reyes)
Giochi centramericani e caraibici, Prova in linea
- 2021 (Colombia Tierra de Atletas, due vittorie)

1ª tappa Vuelta a Colombia (Yopal > Yopal)
Campionati panamericani, Prova in linea
- 2022 (Colombia Tierra de Atletas, una vittoria)

2ª tappa Vuelta a Colombia (Cartagena > Sincelejo)
- 2024 (Petrolike, una vittoria)

1ª tappa Vuelta al Táchira (San Cristóbal > San Cristóbal)

#### Altri successi
- 2017 (Coldeportes-Claro)

Classifica a punti Vuelta a Colombia
- 2023 (Colombia Pacto por el Deporte - GW Shimano)

2ª tappa Clásica de Ciclismo Ciudad Santiago de Arma - Rionegro (Rionegro > Doradal)

### Pista
- 2022

Campionati colombiani, Inseguimento individuale
Campionati colombiani, Corsa a eliminazione
- 2023

Giochi dell'America centrale e Caraibi, Inseguimento a squadre (con Juan Esteban Arango Carvajal, Anderson Arboleda Ruiz e Brayan Stiven Sanchez Vergara)
- 2024

Campionati colombiani, Scratch

## Piazzamenti

### Grandi Giri
- Vuelta a España

2018: 154º

### Competizioni mondiali
- Campionati del mondo

Bergen 2017 - In linea Elite: ritirato
Fiandre 2021 - In linea Elite: 65º